# Juan Maldacena

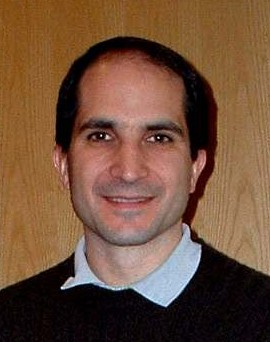
Juan Maldacena.

Juan Martín Maldacena (Buenos Aires, 10 september 1968) is een vooraanstaand theoretisch natuurkundige, geboren in Argentinië maar sinds 1992 woonachtig in de Verenigde Staten. Hij heeft belangrijke bijdragen geleverd aan de snaartheorie en kwantumveldentheorie en behoort tot de meest geciteerde wetenschappers in zijn vakgebied.

## Dualiteit
Zijn bekendste werk is de beschrijving in 1997 van de AdS/CFT-correspondentie of Maldacena-dualiteit, die het universum als een hologram modelleert in de snaartheorie.
De theorie stelt dat een vijfdimensionale anti-de Sitter-ruimtetijd (AdS), beschreven door snaartheorie, ook gezien kan worden in termen van een hoekgetrouwe veldentheorie (CFT) op de vierdimensionale rand van een dergelijke ruimtetijd.
Deze dualiteit geeft een verklaring voor de werking van de fundamentele natuurkrachten en is mogelijk een stap in de richting van de gezochte theorie van alles.

## Loopbaan
Maldacena studeerde van 1986 tot 1988 aan de Universiteit van Buenos Aires, en aansluitend aan het Instituto Balseiro van de Nationale Universiteit van Cuyo, waar hij afstudeerde in 1991. Het volgende jaar vertrok hij voor een promotieonderzoek naar de universiteit van Princeton in de VS. Zijn promotor was Curtis Callan. Hij kreeg zijn Ph.D. in 1996. Hierop volgde een postdoctorale aanstelling als research associate aan de Rutgers-universiteit. In 1997 werd hij visiting Associate Professor aan de Harvard-universiteit, waar hij al snel promoveerde tot Tomas D. Cabot Associate Professor en in 1999 tot Professor of Physics. Sinds 2001 is hij als hoogleraar verbonden aan de School of Natural Sciences van het Institute for Advanced Study in Princeton, waar hij onder meer verbanden onderzoekt tussen de snaartheorie en kosmologie, zoals in de waarnemingshorizon rond zwarte gaten. Collega's typeren hem als briljant en bescheiden.

## Onderscheidingen
Het werk van Maldacena kreeg vanaf zijn tijd op Harvard steeds meer aandacht van collega's. Hij ontving diverse prijzen en beurzen, waaronder:
- 2022: Eredoctor aan de KU Leuven
- 2018: Lorentzmedaille van de Koninklijke Nederlandse Akademie van Wetenschappen en de Albert Einsteinmedaille
- 2012: Breakthrough Prize in Fundamental Physics
- 2008: Diracprijs
- 2007: Dannie Heineman Prize for Mathematical Physics van de American Physical Society
- 2004: APS Edward A. Bouchet Award van de American Physical Society
- 2002: Pius XI Medal
- 2001: Xanthopoulos Prize van de International Society on General Relativity and Gravitation
- 2000: Sackler Prize van de Universiteit van Tel Aviv
- 1999: UNESCO Javed Husain Prize voor jonge wetenschappers